# Сухарево (Архангельская область)
Сухарево — деревня в Холмогорском районе Архангельской области.

## География
Находится в центральной части Архангельской области на расстоянии приблизительно 2 км на север-северо-восток по прямой от села Емецк на левобережье реки Емца.

## История
В 1859 году здесь (тогда деревня Холмогорского уезда Архангельской губернии) было учтено 33 двора. До 2022 года входила в Емецкое сельское поселение до его упразднения.

## Население
Численность населения: 296 человек (1859 год), 171 (1905), 5 (русские 100 %) в 2002 году, 5 в 2010.